# Gouvernement Sarïev I
Pour les articles homonymes, voir Gouvernement Temir Sarïev.
République kirghize
Otorbaiev Sarïev II
Le gouvernement Temir Sarïev I est le gouvernement de la République kirghize du 1er mai 2015 au 8 novembre 2015.

## Composition
- Les nouveaux ministres sont indiqués en gras, ceux ayant changé d'attributions en italique[1],[2].

| Poste                                                                               | Titulaire | Titulaire              | Parti      |
| ----------------------------------------------------------------------------------- | --------- | ---------------------- | ---------- |
| Premier ministre                                                                    |           | Temir Sarïev           | Ak-Shumkar |
| Premier vice-Premier ministre                                                       |           | Taiyrbek Sarpashev     |            |
| Vice-Premier ministre Chargé des Affaires économiques                               |           | Valery Dil             |            |
| Vice-Premier ministre Chargé de la Sécurité                                         |           | Abdyrakhman Mamataliev |            |
| Vice-Premier ministre Chargé des Affaires sociales                                  |           | Damira Niyazalieva     |            |
| Ministre de l'Agriculture, de l'Industrie alimentaire et des réclamations foncières |           | Taalaibek Aidaraliev   |            |
| Ministère de la Culture, de l'Information et du Tourisme                            |           | Altynbek Maksutov      |            |
| Ministère de la Défense                                                             |           | Abibilla Kudayberdiyev |            |
| Ministre de l'Économie                                                              |           | Oleg Pankratov         |            |
| Ministre de l'Éducation et de la Science                                            |           | Elvira Sarïeva         |            |
| Ministère des Situations d'urgence                                                  |           | Koubatbek Boronov      |            |
| Ministère de l'Énergie et de l'Industrie                                            |           | Kubanychbek Turdubaev  |            |
| Ministre des Finances                                                               |           | Adylbek Kasymaliev     |            |
| Ministre des Transports et des routes                                               |           | Argynbek Malabaev      |            |
| Ministre des Affaires étrangères                                                    |           | Erlan Abdyldaev        |            |
| Ministère de la Santé                                                               |           | Talantbek Batyraliev   |            |
| Ministre de l'Intérieur                                                             |           | Melis Turganbayev      |            |
| Ministre de la Justice                                                              |           | Jyldyz Mambetalieva    |            |
| Ministère du Travail, de la Migration et de la Jeunesse                             |           | Aibek Azyrankulov      |            |
| Ministre du Développement social                                                    |           | Kudaibergen Bazarbaev  |            |
| Ministre du Transport et des Communications                                         |           | Argymbek Malabaev      |            |